# Couratari oblongifolia
Couratari oblongifolia är en tvåhjärtbladig växtart som beskrevs av Adolpho Ducke och Reinhard Gustav Paul Knuth. Couratari oblongifolia ingår i släktet Couratari, och familjen Lecythidaceae. Inga underarter finns listade i Catalogue of Life.